# Moses Wassermann

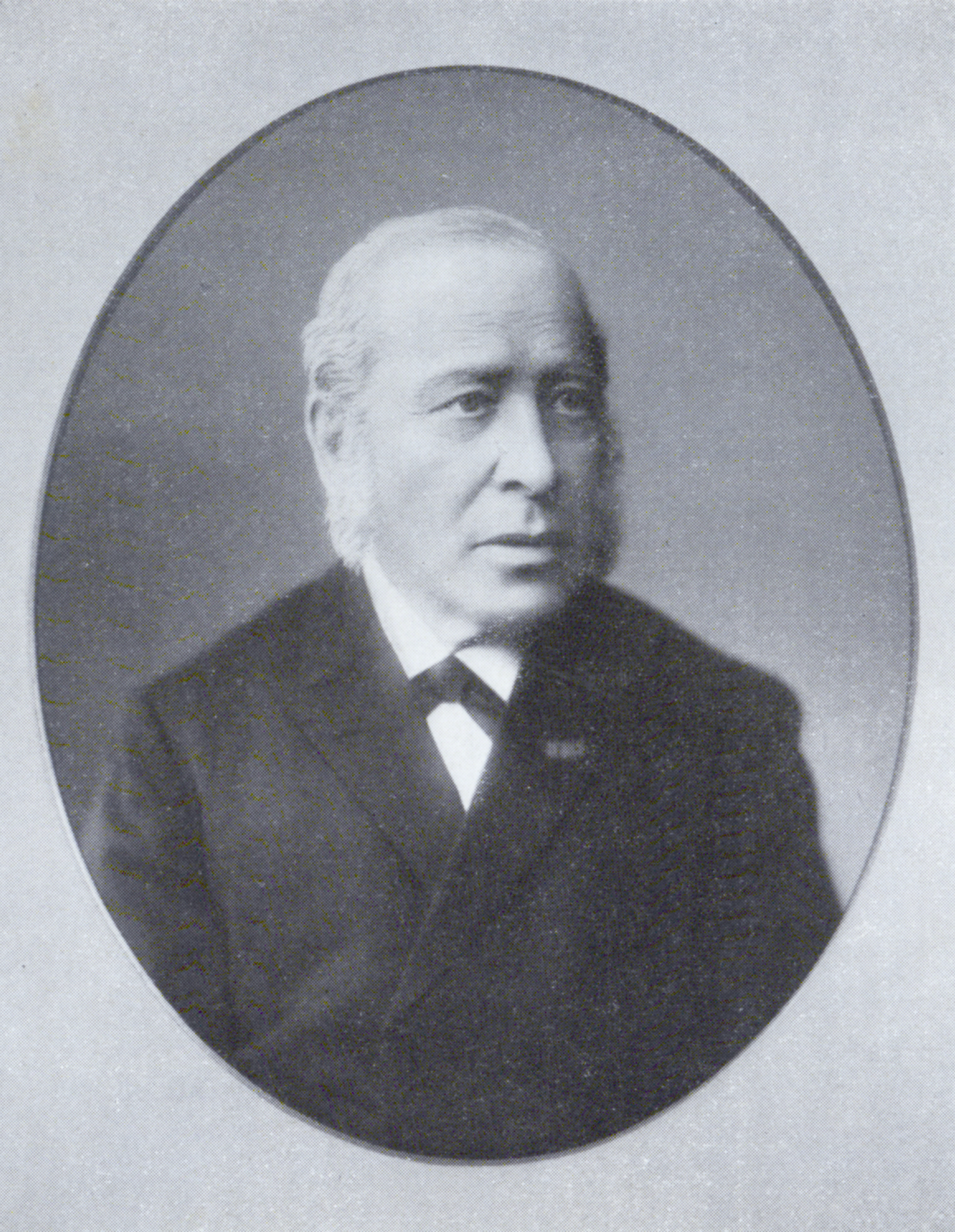
Moses Wassermann

Moses (von) Wassermann (geboren am 15. Juli 1811 in Gunzenhausen, nach anderen Angaben in Ansbach; gestorben am 18. Oktober 1892 in Stuttgart) war Rabbiner und Kirchenrat der jüdischen Oberkirchenbehörde in Stuttgart.

## Familie
Moses Wassermann war der Sohn des Salomon Wassermann (* 1780), Privatgelehrter in Ansbach, Bezirksrabbiner in Laupheim und Mergentheim, und der Bertha geborene Weißkopf. Seine Mutter war die Tante des Wallersteiner Rabbiners David Weißkopf.

## Leben
Moses Wassermann wuchs in Laupheim auf und besuchte das Gymnasium in Ulm. Er hatte Talmudunterricht in Ansbach und privaten Lateinunterricht bei Ludwig Feuerbach. Er studierte von 1827 bis 1829 an der Jeschiwa von Oberrabbiner Abraham Bing in Würzburg. Gleichzeitig betrieb er philologische Privatstudien.
Ab 1829 studierte er zunächst an der Universität Würzburg Philosophie, ab 1830 an der Universität Tübingen Theologie, Philosophie und Sprachen, unter anderen bei Ludwig Uhland. Im Mai 1832 wurde er aufgrund einer philosophischen Arbeit über die „Kategorien“ promoviert. Danach ging er zu den Eltern nach Laupheim.
Im April 1834 bestand Wassermann die württembergische Staatsprüfung. 1834 wurde er zum Rabbinatsverweser in Mergentheim eingesetzt. 1835 wurde er in Mühringen ebenfalls Rabbinatsverweser. 1837 wurde er im Bezirksrabbinat Mühringen in Mühringen definitiv als Rabbiner angestellt. 1873 wurde er Rabbiner in Stuttgart beim Bezirksrabbinat und bekleidete dieses Amt bis 1882. Gleichzeitig wurde er theologisches Mitglied der Israelitischen Oberkirchenbehörde von Württemberg. 
Wassermann war Mitarbeiter der Zeitschrift Der Orient (1847–1850) von Julius Fürst.
Moses Wassermann wurde vom württembergischen König als Moses von Wassermann in den persönlichen Adelsstand erhoben. Er erhielt den Kronenorden I. Klasse.

## Werke
- Über die Kategorien und die Art, wie dieselben aufgefaßt werden müssen. Eine philosophische Abhandlung. Dissertation Tübingen 1832.
- Unter dem Pseudonym „Orientalis“: Das Mädchen von Chaibar. Roman aus dem Leben Muhameds. Stuttgart 1859.
- Wahre Liebe. Drei Erzählungen. Stuttgart 1863 (Neuauflage unter dem Titel: Drei Erzählungen für die reifere Jugend. Erfurt 1883). Enthält: Paule, der Sackzeichner, Der wackere Vetter und Hilfe zur rechten Zeit.
- Achtet die Kinder der Armen. Erzählung. Achawa-Jahrbuch 1866.
- Juda Touro. Ein Gentleman semitischer Abstammung. Biographischer Roman. Zwei Bände, Stuttgart 1875–1877.